# Włodzimierz Sroka
Włodzimierz Krzysztof Sroka (ur. 15 sierpnia 1967 w Bolesławiu, zm. 20 stycznia 2023) – polski ekonomista, menedżer, doktor habilitowany nauk ekonomicznych w zakresie nauk o zarządzaniu i jakości, nauczyciel akademicki w Akademii WSB w Dąbrowie Górniczej.

## Życiorys
Absolwent Akademii Ekonomicznej w Katowicach. W 1999 uzyskał na Wydziale Zarządzania tej uczelni uzyskał stopień doktora nauk ekonomicznych w zakresie nauk o zarządzaniu za pracę Alianse strategiczne jako forma kooperacji w globalnym otoczeniu. W 2012 na Uniwersytecie w Żylinie (Słowacja) uzyskał stopień doktora habilitowanego w tej samej dyscyplinie na podstawie rozprawy Management as the Key Success Factor of Alliance Networks.
Od 1999 był związany z Akademią WSB w Dąbrowie Górniczej, w latach 1999–2012 kolejno adiunkt i profesor nadzwyczajny w Katedrze Zarządzania. W latach 2013–2014 pełnił funkcję Prorektora ds. Nauki na tej uczelni. Obszar jego zainteresowań naukowych obejmował głównie zarządzanie strategiczne, ze szczególnym uwzględnieniem współpracy między przedsiębiorstwami, innowacje, przedsiębiorczość, marketing i zachowania konsumentów oraz społeczną odpowiedzialność biznesu i etykę w biznesie. 
Pracę naukową na uczelni łączył z działalnością w biznesie, pełniąc od 1996 różne stanowiska menedżerskie w spółkach kapitałowych. Był kolejno specjalistą, głównym specjalistą, szefem biura, dyrektorem a następnie członkiem zarządu i zastępcą dyrektora generalnego Huty Katowice SA ds. restrukturyzacji i rozwoju (1992–2002), wiceprezesem zarządu HK Stal Service Sp. z o.o. (2003–2006), wiceprezesem zarządu − dyrektorem zarządzającym KEM Profil sp. z o.o. (2006–2007) oraz wiceprezesem a następnie prezesem zarządu RAPZ sp. z o.o. (od 2008). Pełnił też funkcję członka rad nadzorczych w spółkach kapitałowych, w tym m.in. w Hucie Bankowa sp. z o.o. (wiceprzewodniczący w latach 1999–2002), HK Grupa Kapitałowo-Inwestycyjna SA (przewodniczący w latach 2002–2003), Sentel sp. z o.o. (przewodniczący w latach 2003−2005), GZNF „Fosfory“ sp. z o.o. (wiceprzewodniczący, 2008 -) oraz WRA  Sp. z o.o. (wiceprzewodniczący, 2008).  
Był zastępcą redaktora naczelnego w czasopiśmie „European Journal of International Management”. Redaktor naczelny czasopisma „Forum Scientiae Oeconomia“, członek zespołu redakcyjnego szeregu czasopism m.in. „International Journal of Emerging Markets“, „Amfiteatru Economic“, „Cogent Business & Management“, „Organizacija“. Członek rad programowych czasopism: „Engineering Management in Production and Services“, „Central European Business Review“, „Administrative Sciences“, „Marketing and Management of Innovations“, „Central European Journal of Public Policy“, Journal of Tourism and Services, „Journal of Eastern European and Central Asian Research“, Sustainability, „Marketing Instytucji Badawczych i Naukowych” oraz „Zeszyty Naukowe Wyższej Szkoły Humanitas. Zarządzanie“.

## Ważniejsze publikacje
- W. Sroka, Sieci aliansów. Poszukiwanie przewagi konkurencyjnej poprzez współpracę, PWE, Warszawa 2012, ISBN 978-83-208-1980-9.
- W. Sroka, Š. Hittmár, Management of alliance networks: Formation, functionality and post-operational strategies, Springer Verlag, 2013, ISBN 978-3-642-34245-5
- J. Cygler, W.Sroka, Structural pathologies in inter-organizational networks and their consequences, Procedia – Social and Behavioral Sciences, 110, 52-63, 2014.
- W. Sroka W., J.Cygler, B.Gajdzik, The transfer of knowledge in intra-organizational networks: A case study analysis, Organizacija, 47(1), 24-34, 2014.
- W. Sroka, Š. Hittmár (red.), Management of network organizations, Springer, 2015, ISBN 978-3-319-17346-7.
- J. Cygler, W. Sroka, The boundaries of coopetition: A case study of Polish companies operating in the high-tech sector [w:] J. Ateljević, J. Trivić, Economic development and entrepreneurship in transition economies, Springer Verlag, 2016, s. 253-269. ISBN 978-3-319-28855-0.
- W. Sroka, Š.Hittmár, J.Kurowska-Pysz (red.), New trends in management and production engineering – regional, cross-border and global perspectives, Shaker Verlag, 2016
- J.Cygler., W. Sroka, Coopetition disadvantages: the case of the high tech companies, Engineering Economics, 28(5), 494–504, 2017.
- N.Shpak, L. Satalkina, W. Sroka, S. Hittmar, The social direction of enterprises’ innovation activity, Polish Journal of Management Studies, 16(1), 187-201, 2017.
- W. Sroka, R. Szanto, CSR and business ethics in controversial sectors: analysis of research results, Journal of Entrepreneurship, Management and Innovation, 14(3), 111-126, 2018.
- J.Vveinhardt, E. Stonkute, W. Sroka W., Discourse on Corporate Social Responsibility in external communication of agricultural enterprises, European Journal of International Management, 13(6), 864-879, 2019
- J. Vveinhardt, W.Sroka, Workplace mobbing in Polish and Lithuanian organisations with regard to Corporate Social Responsibility, International Journal of Environmental Research and Public Health, 17, 2944, 2020
- W. Sroka, J. Vveinhardt, Nepotism and favouritism: How harmful are these phenomena? Forum Scientiae Oeconomia 8(2), 79-91, 2020.
- W. Sroka (red.), Perspectives on consumer behaviour. Theoretical aspects and practical applications, Springer, 2020, ISBN 978-3-030-47379-2

## Odznaczenia
- Medal Komisji Edukacji Narodowej (2013)[3]